# Dorsal mediooceánica

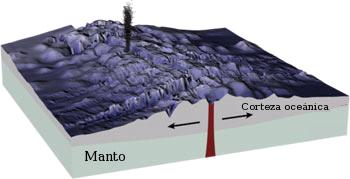
Formación de una dorsal.

Dorsal oceánica.

Las dorsales mediooceánicas son elevaciones submarinas situadas en la parte media de los océanos de la Tierra. Alcanzan una altura media de 200 a 300 metros por encima de la llanura oceánica y poseen un surco central, llamado rift mediooceánico, donde abunda el vulcanismo fisural, emitiéndose magma (lava) continuamente desde el manto sublitosférico a través de fisuras del fondo del océano, y formándose nuevos volcanes y porciones de corteza oceánica. Debido a esto, las rocas son más jóvenes en el centro de la dorsal (cerca de donde está la fisura) que en la periferia. Esto provoca que a lo largo de millones de años, el fondo del océano (y por tanto el océano en sí) vaya creciendo y se expanda, por lo que los continentes a ambos lados de ese océano se alejarán entre sí. Esto es lo que sucede actualmente con el océano Atlántico, que se expande y provoca que Europa y África se alejen del continente americano, proceso que se inició hace unos 180 millones de años. Por otro lado, la permanente renovación del suelo de los océanos por este continuo fluir de magma hace que esta clase de corteza sea, por lo general, considerablemente más joven que las cortezas continentales, al menos en las partes más próximas a la propia dorsal.
Algunas cimas de las dorsales sobresalen por encima del mar y forman islas volcánicas, como Islandia, Santa Elena, Ascensión o la Isla de Malpelo

## Sistema mundial
Las dorsales oceánicas medias del mundo están conectadas y forman la Dorsal Oceánica, un único sistema mundial de dorsales oceánicas medias que forma parte de todos los océanos, lo que la convierte en la cordillera más larga del mundo. La cordillera continua tiene una longitud de 65 000 km (40 400 mi) (varias veces mayor que la cordillera de los Andes, la cordillera continental más larga), y la longitud total del sistema de dorsales oceánicas es de 80 000 km (49 700 mi).

## Descripción

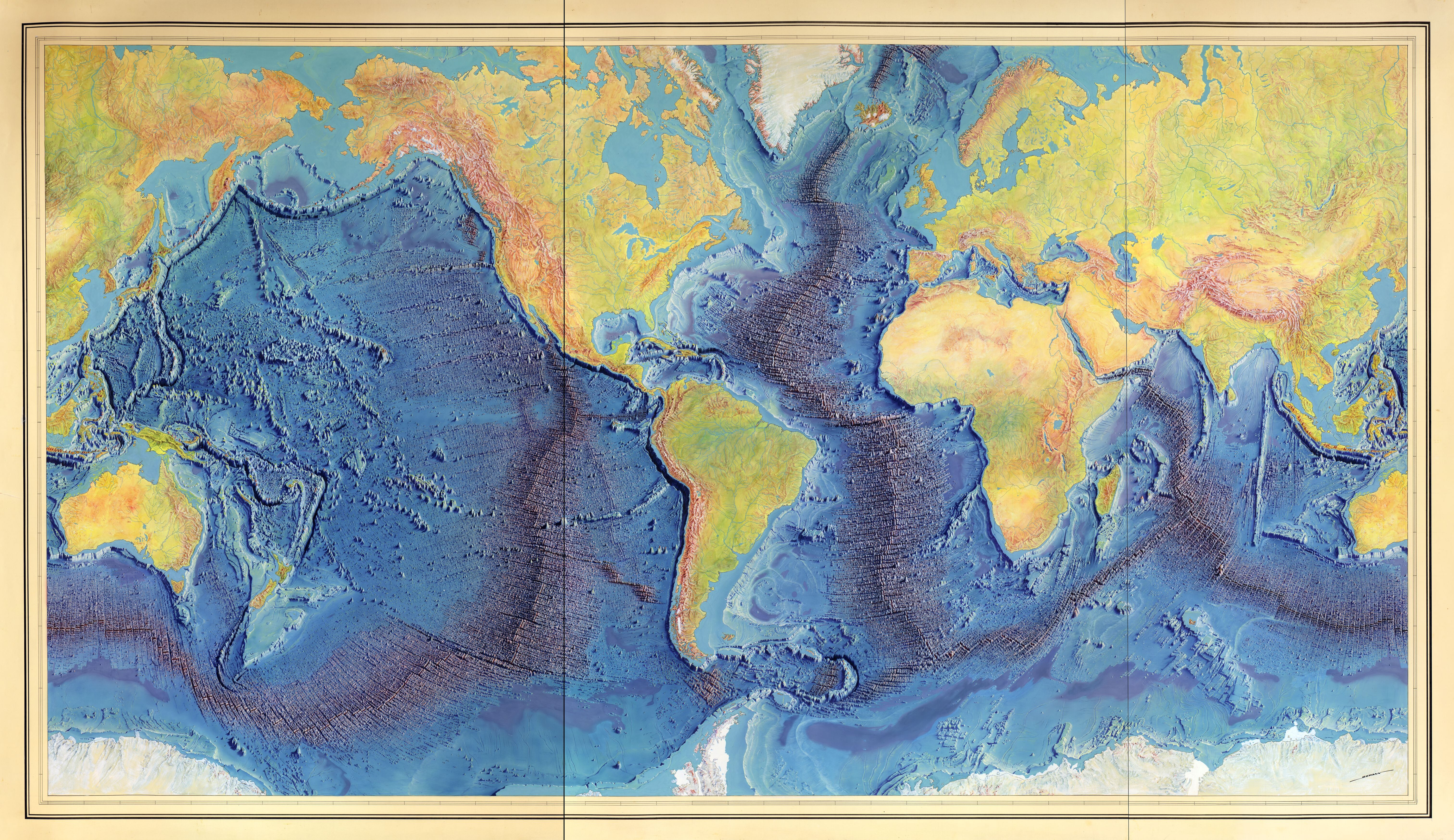
Mapa de Marie Tharp y Bruce Heezen, pintado por Heinrich C. Berann (1977), mostrando el relieve de los fondos oceánicos con el sistema de dorsales oceánicas medias

Una dorsal oceánica media, con magma ascendiendo desde una cámara inferior, formando nueva litosfera oceánica que se extiende alejándose de la dorsal

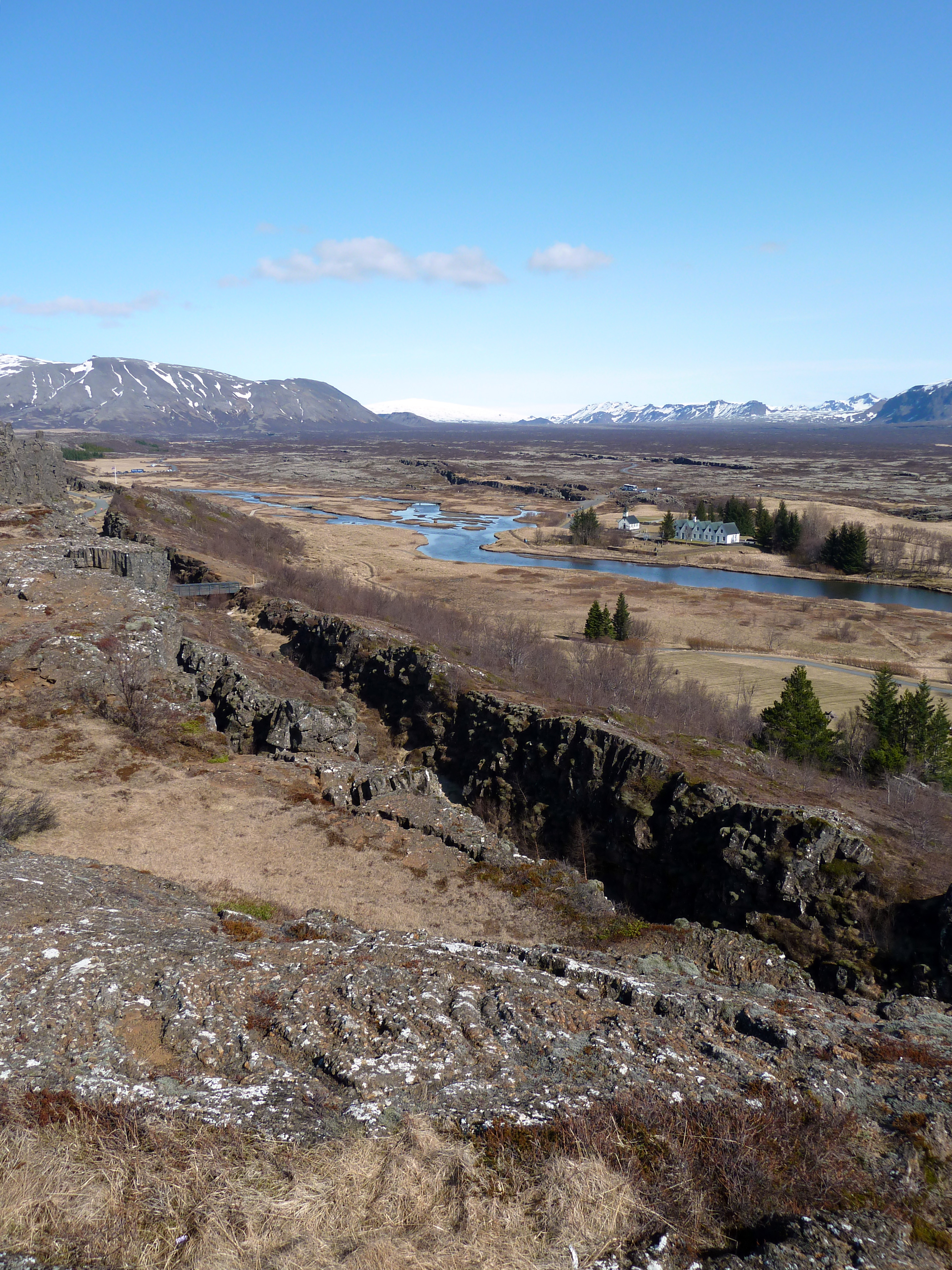
Zona de la grieta en el Parque Nacional de Þingvellir, Islandia. La isla es una parte subaérea de la Dorsal Mesoatlántica

### Morfología
En el centro de esparcimiento de una dorsal oceánica media, la profundidad del suelo marino es de aproximadamente 2600 m. En los flancos de las dorsales, la profundidad del fondo marino (o la altura de un lugar en una dorsal oceánica media por encima de un nivel de base) está correlacionada con su edad (edad de la litosfera donde se mide la profundidad). La relación profundidad-edad puede modelarse mediante el enfriamiento de una placa litosférica o semiespacio del manto. Una buena aproximación es que la profundidad del fondo marino en un lugar de una dorsal oceánica media en expansión es proporcional a la raíz cuadrada de la edad del fondo marino. La forma general de las dorsales es el resultado de  la isostasia de Pratt: cerca del eje de la dorsal hay un manto caliente de baja densidad que sostiene la corteza oceánica. A medida que la placa oceánica se enfría, alejándose del eje de la dorsal, la litosfera del manto oceánico (la parte más fría y densa del manto que, junto con la corteza, forma las placas oceánicas) se espesa y la densidad aumenta. Así, los fondos marinos más antiguos están subyacentes por material más denso y son más profundos.
La velocidad de propagación es la velocidad a la que se ensancha una cuenca oceánica debido a la propagación del fondo marino. Las tasas pueden calcularse cartografiando las anomalías magnéticas marinas que se extienden a lo largo de las dorsales oceánicas. Cuando el basalto cristalizado extruido en el eje de una dorsal se enfría por debajo del punto de Curie de los óxidos de hierro y titanio correspondientes, las direcciones del campo magnético paralelas al campo magnético terrestre quedan grabadas en dichos óxidos. Las orientaciones del campo conservadas en la corteza oceánica constituyen un registro de las direcciones del campo magnético terrestre con el tiempo. Dado que el campo ha invertido sus direcciones a intervalos conocidos a lo largo de su historia, el patrón de  inversiones geomagnéticas en la corteza oceánica puede utilizarse como indicador de la edad; dada la edad de la corteza y la distancia desde el eje de la dorsal, pueden calcularse las tasas de extensión.
Las velocidades de propagación oscilan aproximadamente entre 10-200 mm/año. Las dorsales de propagación lenta, como la Dorsal del Atlántico Medio, se han extendido mucho menos. Atlantic Ridge se han extendido mucho menos (mostrando un perfil más pronunciado) que dorsales más rápidas como la Dorsal del Pacífico Oriental (perfil suave) durante la misma cantidad de tiempo y enfriamiento y la consiguiente profundización batimétrica. Las dorsales de propagación lenta (menos de 40 mm/año) suelen tener valles de grietas grandes, a veces de hasta 10-20 km (6. 2-12,4 mi), y un terreno muy accidentado en la cresta de la cresta que puede tener relief de hasta 1000 m (1093,6 yd). Por el contrario, las dorsales que se extienden con rapidez (más de 90 mm/año), como la Dorsal del Pacífico Oriental, carecen de valles de rift. La velocidad de propagación del Océano Atlántico Norte es de ~ 25 mm/año, mientras que en la región del Pacífico es de 80-145 mm/año. La tasa más alta conocida es de más de 200 mm/año en el Mioceno en la Subida del Pacífico Oriental. Las dorsales que se extienden a velocidades <20 mm/año se denominan dorsales de extensión ultralenta (por ejemplo, la Dorsal de Gakkel en el Océano Ártico y la Dorsal india suroccidental).
El centro o eje de propagación suele estar conectado a una falla transformante orientada en ángulo recto respecto al eje. En muchos lugares, los flancos de las dorsales oceánicas medias están marcados por cicatrices inactivas de fallas transformantes denominadas  zonas de fractura. A velocidades de propagación más rápidas, los ejes suelen mostrar centros de propagación superpuestos que carecen de fallas de transformación que los conecten. La profundidad del eje cambia de forma sistemática con profundidades menores entre desplazamientos como fallas de transformación y centros de propagación superpuestos que dividen el eje en segmentos. Una hipótesis para las diferentes profundidades a lo largo del eje son las variaciones en el suministro de magma al centro de propagación. Las dorsales de propagación ultralenta forman segmentos de dorsal tanto magmáticos como amagmáticos (actualmente carecen de actividad volcánica) sin fallas de transformación.

## Etapas principales de la formación de una dorsal oceánica
- A - Rift continental: abombamiento y hundimiento central. Fractura en puntos triples y formación de aulacógenos.
- B - Mar Rojo Celeste: Formación de fallas normales.
- C - Océano estrecho: Sedimentación onlap (progradante).
- D - Atlántico: Margen continental pasivo madura.

## Teorías alternativas del mecanismo
Existen dos procesos a los que se cree responsable de la separación que se observa en las dorsales del centro de los océanos, y no está claro cuál de ellos es el principal. La subducción y el empuje de las dorsales son los dos procesos más populares con los que se trata de explicar el proceso. En el caso del empuje de las dorsales, se sostiene que el peso de la cordillera empuja al resto de la placa, alejándola del centro y acercándola a una zona de subducción. En la zona de subducción, el peso de la placa que está siendo "tirada" hacia abajo, atrae al resto de la placa hacia el lugar.
La otra teoría que intenta explicar la formación de nueva corteza oceánica en el centro de las dorsales submarinas es el cinto transportador en el manto (diagramado en la segunda imagen). Sin embargo, los que se oponen a esta teoría indican que la parte superior del manto, la astenosfera, es demasiado flexible para que la fricción generada pueda empujar a una placa tectónica.

## Velocidad de expansión del fondo oceánico

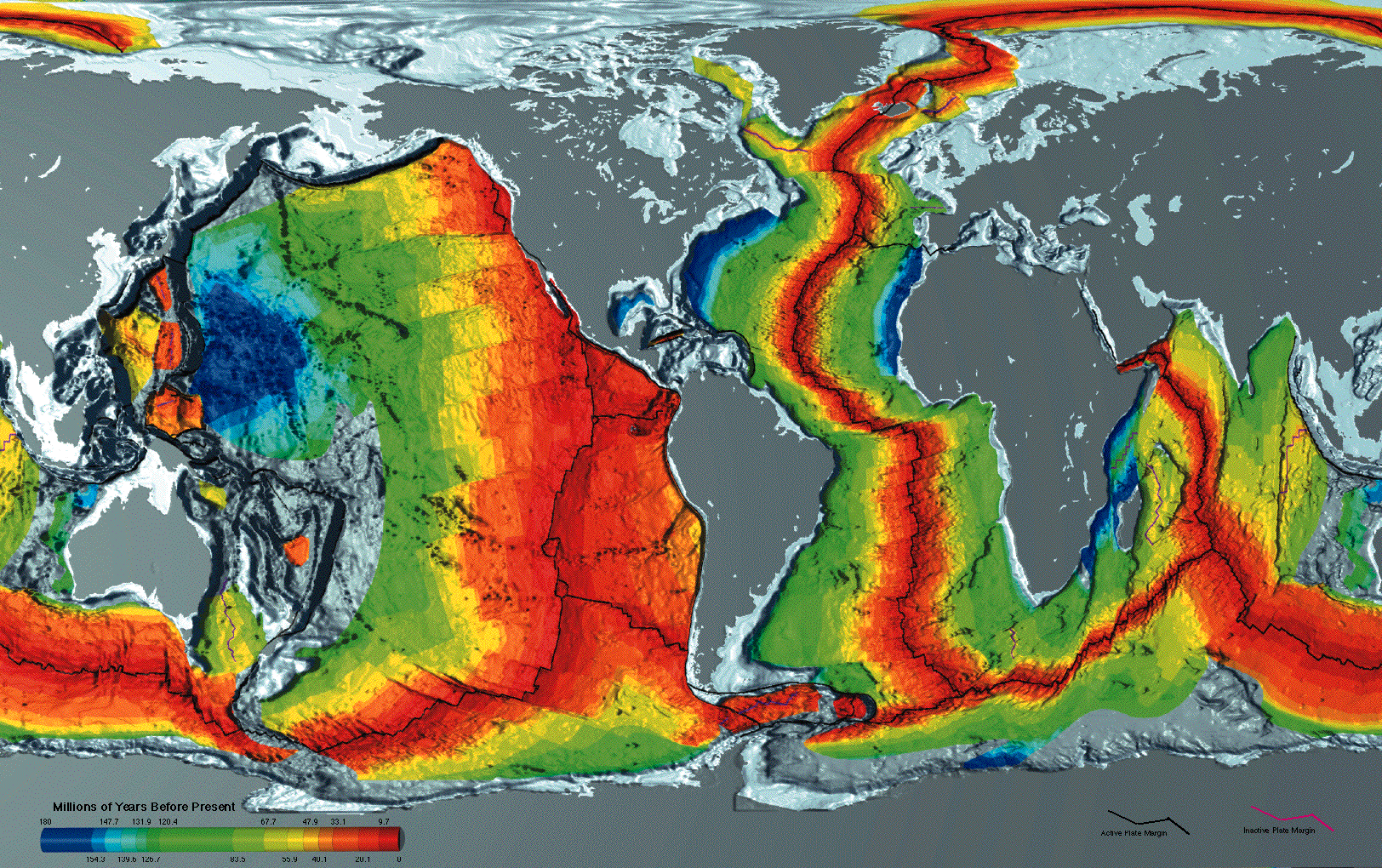
Edad del fondo oceánico. En rojo el más joven, junto a las dorsales, por ejemplo en la centroatlántica. En azul el más antiguo, por ejemplo, junto a las costas norteafricana y norteamericana. La diferente extensión de los fondos de cada edad dan un claro indicio de la diferente velocidad de expansión en cada punto, que originó las zonas de fractura (fallas transformantes) claramente visibles como discontinuidades habitualmente perpendiculares a las dorsales.

La velocidad de creación de nuevo material en el fondo del océano, conocida generalmente como velocidad de expansión, es pequeña y se mide en milímetros/año. Para una clasificación rápida, se subdividen las velocidades en:
- rápidas: más de 200 mm/año;
- medianas: alrededor de 60 mm/año;
- lentas: menos de 20 mm/año.

El nuevo material formado en las dorsales mesoceánicas, al ir enfriándose y transformándose en roca, se alinean de acuerdo al campo magnético terrestre. Estudiando su orientación, se han podido determinar las variaciones que ha tenido el campo magnético a lo largo de la historia del planeta.
El proceso por el cual una fisura como el Gran Valle del Rift pasa a convertirse en una dorsal oceánica no es aún del todo entendido, aunque se cree que el área del mar Rojo es un ejemplo, en el cual el golfo de Suez, en el norte, representaría las etapas más tempranas, el norte del mar Rojo una etapa intermedia y el sur de este una etapa más avanzada de la formación.

## Zonas de fractura
Se denominan zonas de fractura de las dorsales a las grietas que atraviesan sus crestas, marcando la dirección del deslizamiento según el rumbo de las llamadas fallas transformantes, resultado de la compensación de las tensiones a que se somete la dorsal y todo el fondo marino por las diferentes velocidades a que se produce la expansión del suelo marino a lo largo de las dorsales. Un ejemplo de estas zonas de fractura es la famosa falla de San Andrés (que emerge al exterior en California, Estados Unidos), aunque la mayoría son submarinas.

## Estructura
La cadena presenta un relieve muy accidentado, con laderas amplias y crestas marcadas a menudo por una profunda hendidura longitudinal, llamada valle de hundimiento o rift, a lo largo de la cual se producen numerosos sismos superficiales y erupciones volcánicas que vierten lavas de basalto.
A los lados de la dorsal va aumentando poco a poco el grosor de la corteza volcánica y el espesor de los sedimentos; la actividad sísmica se atenúa más rápidamente. Fuera de las crestas no hay sino volcanes dispersos que forman montañas aisladas. Las crestas de la dorsal pueden estar desplazadas lateralmente a lo largo de tramos extensos que corresponden a zonas de fractura.
En los límites entre dos placas, la lava ardiente fundida asciende hasta la superficie, se enfría y se solidifica al tiempo que la corteza más antigua se va separando a ambos lados de la dorsal. En algunos puntos del Atlántico medio la dorsal se desplaza unos 2 cm al año, mientras que en el Pacífico oriental se mueve más deprisa, a razón de unos 14 cm anuales. El cambio gradual del volumen sumergido de las dorsales oceánicas provoca modificaciones muy ligeras del nivel del mar a una escala geológica de tiempos.
En las crestas de las dorsales hay también fumarolas o grietas hidrotermales de las que brota vapor rico en minerales a una temperatura de hasta 350 °C a través de las grietas del fondo marino. Estas fuentes de agua depositan estructuras columnares de sulfuros metálicos que mantienen colonias de animales poco comunes. Los compuestos que emiten estos manantiales de agua caliente desempeñan una importante función en el mantenimiento de la composición del agua marina.

## Historia

### Descubrimiento
Dado que las dorsales mediooceánicas generalmente están sumergidas en las profundidades del océano, hasta la década de 1950 no se pudieron conocer al examinar detalladamente el fondo oceánico, que en ese momento se conoció en toda su extensión.
El Vema, un barco del Observatorio de la Tierra Lamont-Doherty de la Universidad de Columbia, atravesó el océano Atlántico y registró datos sobre el fondo del océano desde la superficie del océano. Un equipo liderado por Marie Tharp y Bruce Heezen analizó los datos y concluyó que había una enorme cadena montañosa en el medio. Los científicos la llamaron dorsal mesoatlántica.
Al principio, se creía que la dorsal era un fenómeno específico del océano Atlántico. Sin embargo, a medida que continuaban los estudios del fondo oceánico en todo el mundo, se descubrió que cada océano tenía partes del sistema de dorsales mediooceánicas. Aunque el sistema de dorsales se extiende aproximadamente en la mitad del océano Atlántico, otras dorsales están ubicadas lejos del centro en otros océanos.

### Impacto
Alfred Wegener propuso la teoría de la deriva continental en 1912. Afirmó:

(...) la zona de la dorsal mesoatlántica... en la que el suelo del Atlántico, a medida que se sigue extendiendo, se está abriendo continuamente y deja espacio para una sima fresca, relativamente fluida y caliente [ascendiendo] desde la profundidad.
the Mid-Atlantic Ridge... zone in which the floor of the Atlantic, as it keeps spreading, is continuously tearing open and making space for fresh, relatively fluid and hot sima [rising] from depth.
Alfred Wegener

Sin embargo, Wegener no siguió esta observación en sus trabajos posteriores y su teoría fue descartada por los geólogos porque no había ningún mecanismo que explicase cómo los continentes podían atravesar la corteza oceánica, y la teoría fue en gran parte olvidada.
Tras el descubrimiento de la extensión mundial de las dorsales mediooceánicas en la década de 1950, los geólogos se enfrentaron a una nueva tarea: explicar cómo se podría haber formado una estructura geológica tan enorme. En la década de 1960, los geólogos descubrieron y comenzaron a proponer mecanismos para la expansión del fondo oceánico. El descubrimiento de las dorsales mediooceánicas y el proceso de propagación del lecho marino permitieron que la teoría de Wegener se expandiera de manera que incluyera el movimiento de la corteza oceánica y de los continentes. La tectónica de placas era una explicación adecuada para la propagación del lecho marino y su aceptación de la tectónica de placas por la mayoría de los geólogos resultó en un importante cambio de paradigma en el pensamiento geológico.
Se estima que se producen 20 erupciones volcánicas cada año a lo largo de las dorsales mediooceánicas y que cada año se forman 2,5 km² de nuevo lecho marino mediante este proceso. Con un grosor de la corteza de 1−2 km, esto equivale a aproximadamente a 4 km³ de nueva corteza oceánica formada cada año.[cita requerida]

Cordillera oceánica y química de las aguas profundas
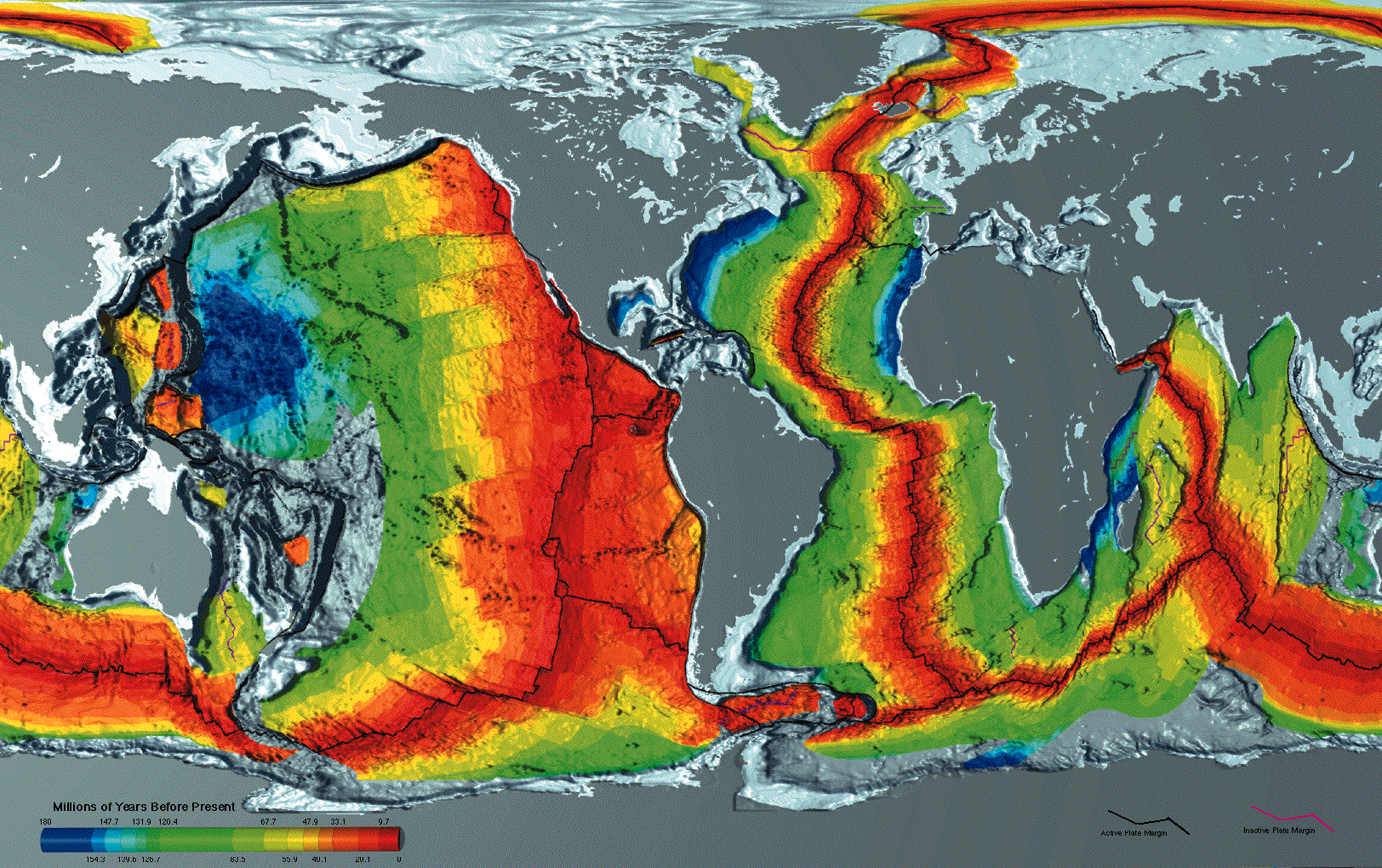
Edad de la corteza oceánica: rojo más reciente y azul, más antiguo
Placas en la corteza de la tierra, según la teoría de la tectónica de placas
Rayado magnético del fondo marino
Una demostración de la banda magnética

## Lista de dorsales oceánicas
- Dorsal de Adén
- Dorsal del Explorador
- Dorsal de Gorda
- Dorsal de Juan de Fuca

- Dorsal Antártico-Americana
- Dorsal del Pacífico Oriental
  - Dorsal de Nazca
  - Dorsal de Chile
  - Dorsal de Galápagos
- Dorsal del Scotia

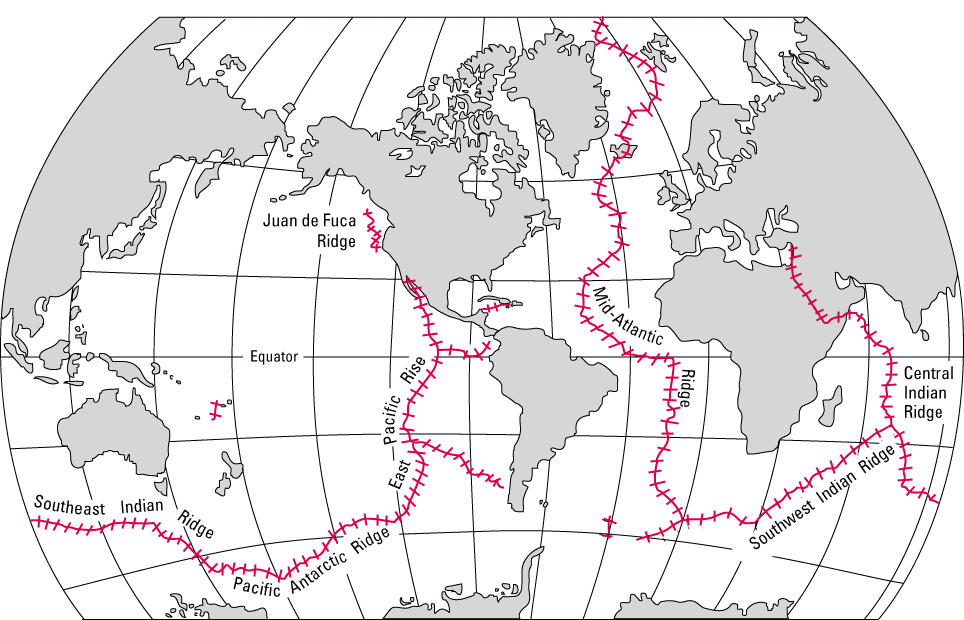
Distribución mundial de las dorsales oceánicas.

- Dorsal de Gakkel (Dorsal mesoártica)
- Dorsal Antártico-Pacífico

- Dorsal del Índico Oriental
- Dorsal Índico Central
  - Dorsal Arábigo-Índica (Dorsal de Carlsberg)
- Dorsal del Índico Occidental
- Dorsal mesoatlántica
  - Dorsal de Knipovich (entre Groenlandia y Svalbard)
  - Dorsal Mohns (entre Svalbard e Islandia)
  - Dorsal de Kolbeinsey (Norte de Islandia)
  - Dorsal de Reykjanes (Sur de Islandia)
  - Dorsal del Atlántico norte
  - Dorsal del Atlántico sur, que enlaza a través de la Dorsal Africano-Antártica con la Dorsal del Índico Occidental